# الزراعة لأجل التأثير
الزراعة لأجل التأثير هي مبادرة دفاعية مستقلة بقيادة البروفيسور جوردن كونواي، مؤلف كتاب One Billion Hungry: Can We Feed the World (مليار جائع: هل يمكننا إطعام العالم). وهي تستند المبادرة لامبريال كوليدج بلندن ومدعومة من خلال مؤسسة بيل وميليندا جيتس للزراعة للتأثير.

## الوصف
تهدف المبادرة لدعم أفضل من الحكومة الأوروبية للتنمية زراعية في جنوب الصحراء الكبرى بأفريقيا مثمرة، مستدامة، منصفة ومرنة، بتركيز أكبر على احتياجات صغار المزارعين. مبادرة الزراعة للتأثير  تعمل كمنظم اجتماعات مونتبليار بانيل، وهم مجموعة من الخبراء الدوليين في مجالات الزراعة، والتجارة، والسياسات، وعلم البيئة والتنمية العالمية.